# Boisse
Boisse (trong tiếng Occitan Boissa) là một xã của Pháp, nằm ở tỉnh Dordogne trong vùng Aquitaine của Pháp. Xã này có diện tích 16,58 km2, dân số năm 2007 là 230 người. Xã nằm ở khu vực có độ cao trung bình 176 m trên mực nước biển.

## Thông tin nhân khẩu
| Năm    | 1962 | 1968 | 1975 | 1982 | 1990 | 1999 | 2007 |
| ------ | ---- | ---- | ---- | ---- | ---- | ---- | ---- |
| Dân số | 301  | 266  | 207  | 206  | 196  | 196  | 230  |